# José Manuel Mendes Gomes
José Manuel Mendes Gomes (sinh ngày 20 tháng 6 năm 1996 ở Cabeceiras de Basto, Braga) là một cầu thủ bóng đá người Bồ Đào Nha thi đấu cho F.C. Penafiel ở vị trí hậu vệ trái.